# Тютюнник, Сергей Петрович
 Сергей Петрович Тютюнник  (род. 23 апреля 1960 года на Волыни (Западная Украина) — писатель, журналист, член Союза писателей России с 1995 года.

## Биография
Тютюнник Сергей Петрович родился в 1960 году в поселке Шацк на Волыни (Западная Украина). В 1981 году окончил факультет журналистики Львовского военно-политического училища. Работал в военной печати. Служил в Латвии, Узбекистане, Туркменистане, Германии. Принимал участие в боевых действиях в Афганистане, в зоне осетино-ингушского вооруженного конфликта, в Абхазии, в Дагестане, в первой и во второй чеченских военных кампаниях, в осетино-грузинской войне, в Сирии. Из армии уволился в звании полковника. С. П. Тютюнник работает в газете Южного (Северо-Кавказского) военного округа «Военный вестник Юга России» (г. Ростов-на-Дону). В свое время газета называлась «Красный кавалерист», там начинался творческий путь Исаака Бабеля. Позже в этой газете печатались первые заметки молодого солдата Юрия Щекочихина.
Cергей Петрович - член Ростовской областной организации ООО «Российский союз ветеранов Афганистана», член Союза писателей России.

## Творчество
Проза Сергея Тютюнника долгое время (около пяти лет) не печаталась по соображениям цензуры. Затем его рассказы впервые напечатал журнал «Смена». Это случилось в 1990 году. Позже его рассказы и повести печатали журналы «Сельская молодежь» (альманах «Подвиг»), «Воин России», «Дружба народов», «Радуга» (г. Киев), «Огонёк». Все эти журналы признали Сергея Петровича лауреатом за лучшую публикацию года.
Первая книга вышла в Воениздате в 1993 году. В 2000 году издательство «Текст» выпустило сборник произведений Тютюнника «Обломок Вавилонской башни», который номинировался на премию Аполлона Григорьева и вошёл в шорт-лист (короткий список) претендентов.
В 2004 году в московском издательстве «Экспринт» (ныне - издательство "Цейхгауз") вышел сборник прозы С. П. Тютюнника «Моя Мата Хари» (одноименный рассказ вошёл в сборник).
В начале 2005 года во Франции парижское издательство «Пресс де ля ренессанс» («Presses de la Renaissance») выпустило сборник прозы и публицистики Сергея Тютюнника под названием «Война и водка» («Guerre et vodka»). В марте 2005 года в Париже состоялся 25-й Всемирный книжный салон, на котором Россия была главным гостем. В число сорока российских писателей, официально представлявших нашу страну, вошёл и Сергей Петрович Тютюнник. Его книга и сам автор — кадровый (в то время) офицер Российской армии — вызвали неподдельный интерес у французской и европейской публики.
В конце 2005 года в московском издательстве «Время» вышла книга публицистики Сергея Тютюнника под названием «12 пуль из чеченской обоймы». Осенью 2005 года книга вошла в число 40 самых продаваемых в России книг.
В 2009 г. С.Тютюнник признан "человеком года" (в номинации "литература") в Ростовской области.
С октября 2018 г. по ноябрь 2021 г. на радио "Комсомольская правда" на Дону шла авторская программа "Рикошет с Сергеем Тютюнником". С ноября 2022 г. на радио "FM на Дону" (100,7) идет авторская программа Сергея Тютюнника (совместно с Владимиром Добрицким) под названием "Смыслы".

## Награды
- Орден Мужества
- Орден Почёта (Россия)
- Медаль «За отвагу»

Кавалер многих государственных наград

## Произведения С. П. Тютюнника
Отдельные издания
- Как мы с дедом умирали. Москва.: Воениздат, 1993.

- Обломок Вавилонской башни. Москва.: Текст, 2000.

- Моя Мата Хари. Москва.: Экспринт, 2004.

- 12 пуль из чеченской обоймы. Москва: Время, 2005.

- Рикошет. Москва.  ЭКСМО, 2008.
- Осколок в форме сердца. Москва. ЭКСМО. 2017.

Зарубежные издания
- «Guerre et vodka». Paris «Presses de la Renaissance», 2005 (на французском языке).